# Cung-c'
Cung-c' (standardní čínština: 粽子, pchin-jin: zongzi) je druh tradičních knedlíčků vyráběných z lepkavé rýže. Knedlíčky mívají různé náplně a převážně se balí do bambusových listů. K vidění jsou však i varianty balené do listů jiných rostlin, např. do rákosových či banánových listů. Pocházejí z Číny, kde je jejich konzumace spojována tradičně s tzv. svátkem dračích člunů. V mnoha domácnostech jsou však cung-c' součástí běžného jídelníčku, a Číňané je rádi konzumují během celého roku. S různými variantami cung-c' se dnes lze setkat i v mnoha jiných kulturách po celém světě.

## Popis
Cung-c' jsou tradiční knedlíčky vyrobené z lepkavé rýže, které pocházejí z Číny. Jejich nejběžnější tvar je pyramidový a nejčastěji se lze setkat s variantou balenou do bambusových listů. Listy jsou zde určeny výhradně k zabalení knedlíčku a ne ke konzumaci. V samotné Číně i mimo ni se však lze setkat s mnoha různými regionálními variantami, které se liší tvarem, náplní i druhem listu použitým k zabalení knedlíčku. Knedlíčky mohou mít např. i tvar polštářků, šišek nebo tyčinek. Varianty typické pro severní oblasti Číny bývají celkově sladší. Sladká je také náplň, tou může být např. pasta z červených fazolí. Naopak varianty populární v jižních částech Číny jsou většinou slané. Kromě Číny jsou varianty cung-c' populární i v mnoha jiných zemích, například v Japonsku, Koreji, na Filipínách či v Latinské Americe.

## Vznik a historie
Vznik cung-c' je podle legendy spojován s postavou čínského básníka Čchü Jüana (屈原), jehož život je datován mezi roky 338 a 278 př. n. l.. Ten byl oddaný králi království Čchu, ve kterém Čchü Jüan žil. Legenda praví, že když byl jeho král zajat, oddaný Čchü Jüan ze zoufalství spáchal sebevraždu utopením v řece Mi-luo (汨罗). Údajně se tak stalo pátý den pátého měsíce lunárního kalendáře, v den, ve kterém se v Číně později začal oslavovat tzv. svátek dračích člunů. Místní lidé Čchü Jüanovi poté začali přinášet oběti v podobě rýže v bambusových trubičkách, které házeli do vody. Jednoho dne se jednomu z místních obyvatel zjevil Čchü Jüan a řekl mu, aby lidé uzavírali konce trubiček pomocí listů, které převážou barevnými nitěmi. Pokud by to neudělali, trubičky budou sežrány zlými draky. Tyto trubičky zabalené do listů jsou považovány za předchůdce dnešních cung-c'. 
Mnohem pravděpodobnější však je, že cung-c' existovaly už mnohem dříve. Odborníci na základě archeologických nálezů usuzují, že tento typ knedlíčků existoval už zhruba před 8000 lety. Postava Čchü Jüana tak tuto variantu knedlíčků spíše proslavila, a díky němu jsou nyní cung-c' spojené se svátkem dračích člunů.

## Varianty
Zde je několik typů knedlíčků cung-c', se kterými je možné se setkat na území Číny:
- Ťia-singské cung-c' (嘉兴粽子): Nejpopulárnější typ knedlíčků cung-c' pojmenovaný podle města Ťia-sing ležícího v provinii Če-ťiang, kde se také nachází jediné muzeum cung-c' na světě. Má typický pyramidový tvar a bývá plněný marinovaným vepřovým masem. Někdy se také jako náplň používá sladká pasta z fazolí, lotosová semínka, ovoce longan nebo arašídy.[8]
- Si-anské cung-c' (西安粽子): Typické pro město Si-an v provincii Šen-si. Tato varianta knedlíčků se konzumuje studená. Tvar je pyramidový, ale knedlíčky se často podávají nakrájené na tenké plátky, často ochucené medem či osmantusovým syrupem.[8]
- Nan-ningské cung-c' (南宁粽): Pojmenované po městě Nan-ning ležícím v jižní části Číny. Jedná se o největší druh cung-c', váha jednoho knedlíčku průměrně dosahuje zhruba jednoho kilogramu. Jako náplň se používá vepřové maso a fazole mungo, knedlíčky mají tvar pyramidy s podélnou základnou.[8]
- Šanghajské cung-c' (上海粽子): Varianta typická pro Šanghaj, známá pro svoji velmi malou velikost. Knedlíček je často velký jen několik centimetrů. Jako náplň se používá šunka.[8]
- Chang-čouské cung-c' (杭州粽子): Zajímavostí této varianty pocházející z města Chang-čou je, že se knedlíčky ještě dělí na mužské a ženské. Mužské mají klasický pyramidový tvar a bývají buď bez náplně, nebo se jako náplň používá drcený kořen lotosu. Ženské knedlíčky oproti tomu mají tvar čtyřbokého jehlanu a jsou plněné červenými fazolemi nebo masem.[8]